# دهستان فردوس (شهریار)
 دهستان فردوس (شهریار) نام دهستانی در بخش جوقین شهرستان شهریار، استان تهران در ایران است.

## جمعیت
بر اساس سرشماری مرکز آمار ایران در سال ۱۳۸۵، جمعیت آن ۱۵۲۲۵ نفر (۳۸۴۸ خانوار) بوده‌است. در سال ۱۳۹۷، این دهستان، به همراه دهستان جوقین و شهرهای وحیدیه و فردوسیه بخشی جدید به نام بخش جوقین را تشکیل دادند.